# Paul Abel Mamba Diatta
Paul Abel Mamba Diatta (Cabrousse, 5 de dezembro de 1960) é um clérigo senegalês e bispo católico romano de Tambacounda.
Paul Abel Mamba Diatta foi ordenado sacerdote pela diocese de Ziguinchor em 8 de abril de 1988.
Papa Bento XVI nomeou-o Administrador Apostólico de Ziguinchor em 21 de julho de 2010 e Bispo de Ziguinchor em 25 de janeiro de 2012. Foi ordenado bispo pelo Arcebispo de Dakar, cardeal Théodore-Adrien Sarr, em 21 de abril de 2012; Os co-consagradores foram Jean-Noël Diouf, Bispo de Tambacounda, e Jean-Pierre Bassène, Bispo de Kolda.
O Papa Francisco nomeou-o Bispo de Tambacounda em 4 de novembro de 2021. A posse ocorreu no dia 6 de fevereiro do ano seguinte.